# Estação Delicias

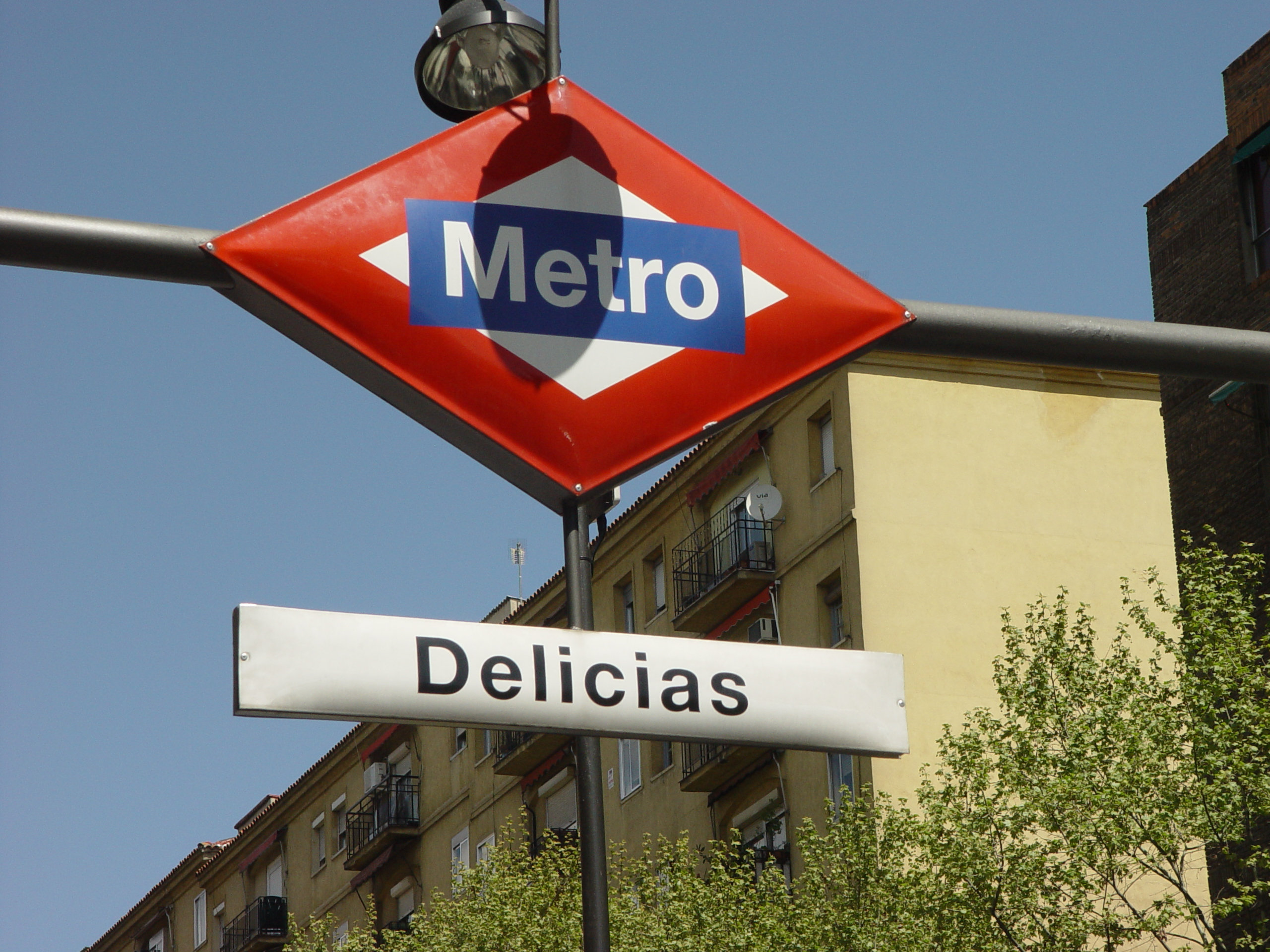
Sinalização de acesso à Estação.

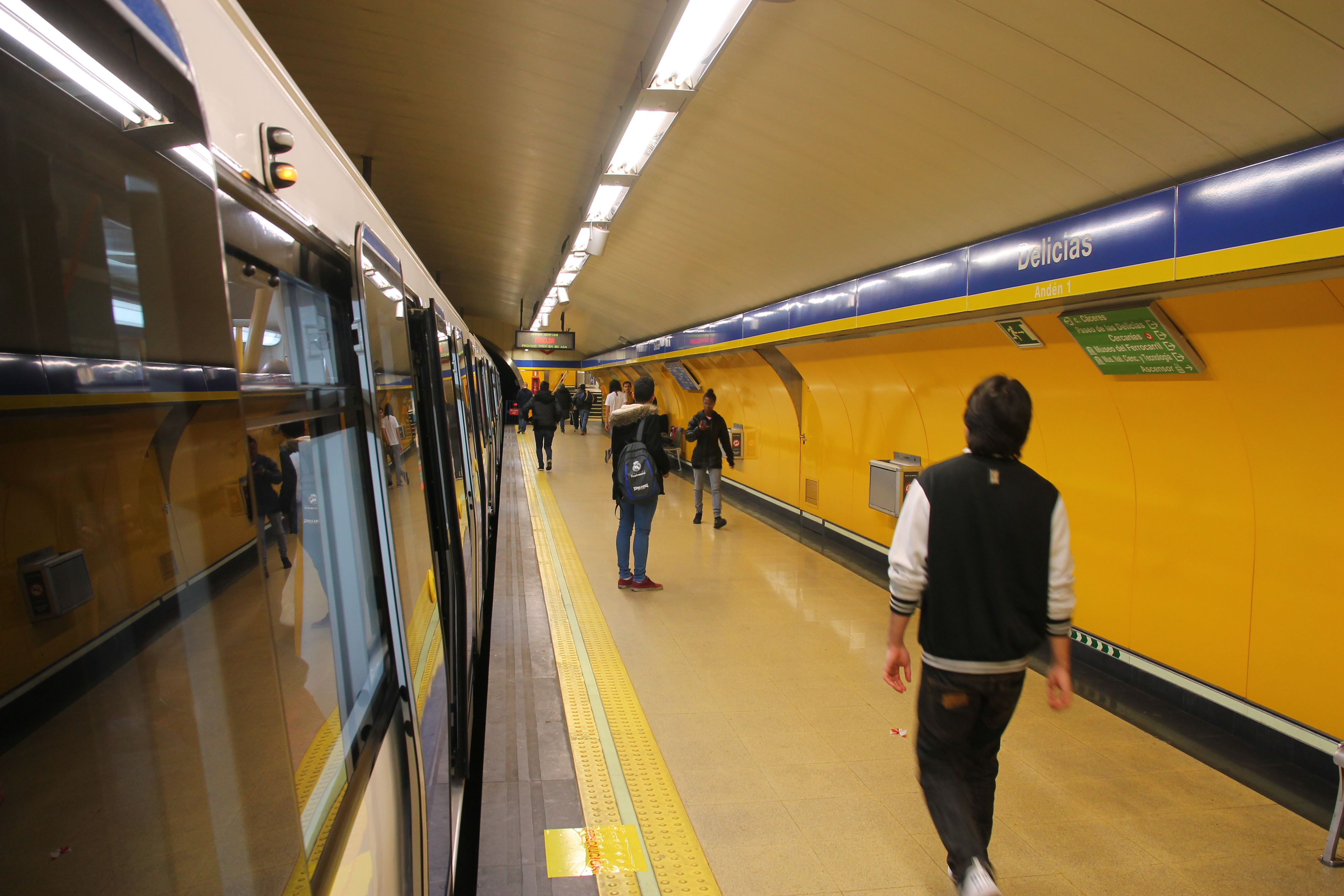
Plataforma de embarque.

Delicias é uma estação da Linha 3 do Metro de Madrid.

## História
A estação entrou em funcionamento em 26 de março de 1949.